# Epiprinus siletianus
Epiprinus siletianus là một loài thực vật có hoa trong họ Đại kích. Loài này được (Baill.) Croizat mô tả khoa học đầu tiên năm 1942.